# Cidariplura modesta
Cidariplura modesta là một loài bướm đêm trong họ Noctuidae.